# Гілберт (ураган)
Ураган Ґілберт (англ. Hurricane Gilbert) — потужний ураган кабовердійського типу, що сформувався у 1988 році та наніс великих руйнувань у багатьох країнах Вест-Індії та узбережжя Мексиканської затоки. Це другий за силою ураган, будь-коли до цього зареєстрований в Атлантичному океані (після урагану Вільма 2005 року) та один з найбільших за розміром тропічних циклонів Атлантичного басейну із діаметом вітрів сили тропічного шторму 850 км. Ґілберт був вісьмим тропічним штормом і третім ураганом сезону. Його найсильніші пориви вітру досягали швидкості 500 км/год. Протягом 9 днів він проходив населеними районами, вбивши 341 особу за здійснивши руйнувань на 5,5 млрд доларів США (за цінами 1988 року).